# Castianeira crucigera
Castianeira crucigera là một loài nhện trong họ Corinnidae.
Loài này thuộc chi Castianeira. Castianeira crucigera được Nicholas Marcellus Hentz miêu tả năm 1847.